# 張謙和
張謙和（?—?），中国清朝末年的宦官，河北沧州市沧县杜林乡冯官庄人，养心殿的大总管太监。
張謙和负责溥儀幼年的生活起居，並教他宫中礼节。从1908年，溥仪即位开始，他服侍溥仪吃饭、穿衣和睡觉，耐心地陪着小皇帝玩游戏、讲故事。張謙和並教溥仪识字，他教溥仪念完了《三字经》和《百家姓》，可以說是溥仪最早的启蒙老师。
1912年，皇帝退位後，清朝滅亡，張謙和留在紫禁城跟随溥儀。因为对溥儀骑自行车、剪辮子的事情有所批评，被溥仪赶出皇宫。北京上地西二旗金泰富地大厦出土过他的墓。

## 相關影视
- 电影《末代皇帝》田川洋行 饰演 張謙和
- 电视剧《末代皇帝》牛星丽 饰演 張謙和